# Crassomicrodus apicipennis
Crassomicrodus apicipennis är en stekelart som beskrevs av Muesebeck 1927. Crassomicrodus apicipennis ingår i släktet Crassomicrodus och familjen bracksteklar. Inga underarter finns listade i Catalogue of Life.